# One Night in Eden
One Night In Eden fue una gira de conciertos realizados en 1999 por la soprano inglesa Sarah Brightman promocionando su material "Eden". La gira visitó más de 100 ciudades en 4 continentes. La premier de la Gira fue grabada el 13 y el 14 de marzo de 1999 por doce cámaras en VHS y DVD.
El concierto incluye sus más grandes éxitos de sus discos anteriores "Time To Say Goodbye", "Dive", "Fly" y "The Phantom Of The Opera".

## Fechas de Conciertos
Sudáfrica
- 13/03/1999  - Sun City
- 14/03/1999  - Sun City
- 17/03/1999  - Cape Town
- 20/03/1999  - Johannesburg

Europa
- 04/04/1999  - Nuremberg
- 05/04/1999  - Munich
- 06/04/1999  - Zúrich
- 09/04/1999  - Vienna
- 11/04/1999  - Leipzig
- 12/04/1999  - Berlín
- 14/04/1999  - Hannover
- 15/04/1999  - Dresden
- 17/04/1999  - Bruxelles
- 19/04/1999  - Den Haag
- 20/04/1999  - Frankfurt
- 22/04/1999  - Bonn
- 23/04/1999  - Stuttgart
- 24/04/1999  - Halle
- 26/04/1999  - Rostock
- 28/04/1999  - Copenhagen
- 30/04/1999  - Aalborg
- 01/05/1999  - Oslo
- 02/05/1999  - Stockholm
- 04/05/1999  - Helsinki
- 06/05/1999  - Tallin
- 08/15/1999  - Füssen
- 09/05/1999  - Baden-Baden
- 10/05/1999  - Ulm
- 13/05/1999  - London
- 14/05/1999  - Birmingham
- 17/05/1999  - Belfast
- 18/05/1999  - Dublin
- 19/05/1999  - Dublin

Estados Unidos
- 03/06/1999  - Denver
- 05/06/1999  - Las Vegas
- 06/06/1999  - Los Angeles
- 07/06/1999  - San Francisco
- 08/06/1999  - San Francisco
- 11/06/1999  - Vancouver
- 12/06/1999  - Seattle
- 15/06/1999  - Chicago
- 16/06/1999  - Detroit
- 17/06/1999  - Cleveland
- 19/06/1999  - Toronto
- 20/06/1999  - Montreal
- 22/06/1999  - New York
- 23/06/1999  - New York
- 25/06/1999  - Newark
- 26/06/1999  - Hatford (canceled)
- 27/06/1999  - Philadelphia
- 28/06/1999  - Boston
- 29/06/1999  - Philadelphia
- 01/07/1999  - Washington D. C.
- 02/07/1999  - Atlantic City
- 03/07/1999  - Atlantic City
- 04/07/1999  - Albany NY
- 06/07/1999  - Richmond VA
- 07/07/1999  - Charlotte NC
- 09/07/1999  - Tampa FL
- 10/07/1999  - Orlando FL
- 11/07/1999  - Miami Beach FL
- 14/07/1999  - Atlanta GA
- 15/07/1999  - Louisville KY
- 16/07/1999  - Kansas City MO
- 18/07/1999  - Minneapolis MN
- 04/09/1999  - Reno NV
- 06/09/1999  - Phoenix AZ
- 08/09/1999  - Los Angeles CA
- 10/09/1999  - Santa Bárbara
- 11/09/1999  - San Diego CA
- 12/09/1999  - Las Vegas NV
- 14/09/1999  - San Jose CA
- 16/09/1999  - Seattle WA
- 17/09/1999  - Portland OR
- 19/09/1999  - Sacramento CA
- 21/09/1999  - Denver CO
- 23/09/1999  - Chicago IL
- 25/09/1999  - Detroit MI
- 26/09/1999  - Akron OH
- 28/09/1999  - Pittsburgh PA
- 29/09/1999  - Cincinnati OH
- 01/10/1999  - Buffalo NY
- 02/10/1999  - Hartford CT
- 03/10/1999  - Portland ME
- 05/10/1999  - Newark NJ
- 06/10/1999  - Newark NJ
- 08/10/1999  - Boston MA
- 09/10/1999  - Boston MA
- 10/10/1999  - State College PA
- 12/10/1999  - Washington
- 13/10/1999  - Greensboro
- 15/10/1999  - W Palm Beach FL
- 16/10/1999  - Clearwater FL
- 17/10/1999  - Miami Beach FL

## Lista de canciones
01- Introduction
02- Bailero
03- In Paradisum 
04- Eden 
05- So Many Things 
06- Who Wants To Live Forever 
07- Anytime, Anywhere 
08- Lascia Ch'io Pianga 
09- Nella Fantasia 
10- Nessun Dorma 
11- Dive/Capitain Nemo 
12- La Mer 
13- Il Mio Cuore Va 
14- Only An Ocean Away 
15- First Of May 
16- The Phantom Of The Opera Overture / Little Lotti 
17- Wishing You Were Somehow Here Again
18- Music Of The Night 
19- Deliver Me 
20- Time To Say Goodbye
- Datos: Q7093070